# EnerCoop (Italie)
Ne doit pas être confondu avec Enercoop.
EnerCoop est une marque de distribution de carburant, née de l'alliance entre Energy (Groupe CCPL) et Coop. La marque est gérée par les grandes coopératives du système Coop. Les stations-service EnerCoop sont situés à proximité immédiate des points de vente et des centres de distribution et de logistique de la marque IperCoop. Les carburants sont fournis par Eni, MOL et Tamoil.

## Histoire
À partir de 2009, Coop Estense, Coop Adriatica et Coop Consumatori Nordest ont expérimenté de manière indépendante la gestion des distributeurs de carburant de la marque EnerCoop à travers une coentreprise avec Energy Group spa, une société du groupe industriel coopératif CCPL.
En septembre 2015, Energy Group décide d'abandonner l'entreprise, vendant les parts d'EnerCoop aux coopératives respectives. À partir de cette date, la nouvelle société Carburanti 3.0, qui s'occupe de la gestion des stations-service de marque EnerCoop du District Adriatico Coop. Cette dernière clôture les comptes 2017 avec une progression du chiffre d'affaires de 312 millions d'euros, une marge brute d'exploitation de 5,7 millions et un bénéfice net de 1,2 million d'euros.
Après avoir clôturé les comptes consolidés du groupe avec une lourde perte, Coop Alleanza 3.0 cède en novembre 2018, toutes ses actions à la société vénitienne VEGA Carburanti, qui conservera la marque EnerCoop pour les 3 prochaines années (jusqu'en 2021) et étendra la collecte de points de fidélité Coop à l'ensemble de son réseau de distribution (y compris celui non ex-Coop). Le 1er août 2019, VEGA Carburanti acquis en plus, la seule usine toscane d'Unicoop Tirreno. Dans le Piémont, Novacoop gère plutôt 4 usines avec son propre personnel.

## Installations
En plus de l'essence et du diesel, du GPL et du méthane sont également vendus dans certaines usines, et dans l'usine de Vercelli, il y a aussi deux colonnes pour la recharge rapide des motos électriques et un distributeur d'additif AdBlue.
Les distributeurs de la marque EnerCoop sont équipés de panneaux photovoltaïques qui fournissent une partie de l'électricité nécessaire au fonctionnement de tous les équipements du système, tandis que le système d'éclairage est conçu pour monter en intensité à l'arrivée du client.
EnerCoop est présent dans les localités suivantes :
- ex Coop Alleanza 3.0 : Altamura, Bari, Borgo Virgilio, Brindisi, Carpi, Castel Maggiore, Cavallino, Cesena, Chioggia, Concordia sulla Secchia, Conegliano, Correggio, Faenza, Ferrara, Foggia, Guastalla, Modène, Parme, Reggio Emilia (4 usines ), Sala Bolognese, San Benedetto del Tronto, San Cesario sul Panaro, Senigallia, Surbo et Taranto ;
- Coop Ligurie : Carasco et La Spezia ;
- Coop Lombardia : Busto Garolfo (ouverture), Cantù, Crema, Mapello, Opera et Treviglio ;
- Novacoop : Biella, Cuneo, Pinerolo et Vercelli ;
- ex Unicoop Tirreno : Grosseto ;
- Coop Reno : Castel San Pietro Terme, Molinella, San Giorgio di Piano[5].